# André Jacoubet
André Jacoubet, né le 6 mars 1913 à Toulouse et mort le 17 juin 1940 à Lécaude, est un officier de marine et pilote de l'aéronavale français.

## Biographie
Fils du romaniste Henri Jacoubet, alors professeur de première supérieure au lycée Fermat, André Louis Laurent Jacoubet naît à Toulouse, le 6 mars 1913.
Il entre à l'École navale en 1932 et en sort aspirant en octobre 1933. Enseigne de vaisseau de 2e classe à Toulon (1er octobre 1935) puis enseigne de 1re classe (octobre 1936), il sert en escadre de Méditerranée sur le contre-torpilleur Chevalier-Paul de 1936 à 1938 puis s'engage dans l'aéronautique navale. 
Il suit alors les leçons des centres-écoles d'Avord et de Romilly-sur-Seine puis est affecté en 1939 à la base aéronavale d'Hyères. 
Breveté pilote, officier en troisième de l'escadrille de chasse AC 2 dans les forces maritimes du Nord, il se fait remarquer brillamment dans des combats aériens entre Dunkerque et Calais. Le 17 juin 1940, alors que le terrain sur lequel il se trouve est bombardé de toute part, il n'hésite pas à décoller au milieu des tirs et à mener une attaque vigoureuse, seul face à une section de bombardiers allemands. Il fait de vifs dégâts à l'escadrille mais, atteint par les flammes, s'écrase à 150 mètres du village de Lécaude (Calvados).

## Hommages
- Croix de guerre avec palme, il est nommé chevalier de la Légion d'honneur à titre posthume le 16 septembre 1940.
- L'Enseigne de vaisseau Jacoubet a été baptisé en son honneur.
- Une place et une rue de Toulouse (quartier de Lardenne) portent son nom.
- Son nom figure à l'aérostèle de Hyères-Costebelle (Var) ainsi qu'au Mémorial du cap de la Chèvre (Finistère).